# Међулужје
Међулужје је насеље у Градској општини Младеновац у Граду Београду. Према попису из 2022. било је 2640 становника. Овде се налазе Црква Светих Јоакима и Ане у Међулужју, Запис Тодоровића крушка (Међулужје) и Запис Бујагића јабука (Међулужје).

## Историја
Међулужје се налази југозападно од града Младеновца. Има трагова који указују да је на овоме месту постојало насеље још у врло давнашња времена. Професор др. Васић Вршио је у Међулужју ископавања и нашао је судове, кипове и друге ствари од печене земље, који подсећају на преисториске објекте.
Северно од Међулужја је Селиште, где је, по народном предању, некада било село. Из овога старог села, веле, морали су бежати због турског зулума и склонили су се на данашње место, „међу густе лугове“, по којима је село добило име.
Међулужје се као насељено место први пут помиње почетком 18. века. На карти из доба аустријске владавине (1718-39. г.) забележено је село Medialasch. И касније се стално ово насеље помиње. У арачким списковима из првих десетина 19. века помиње се Међулужје, које је 1818.г. имало 24, а 1822.г. 25 кућа. Међулужје припадало Вићентијевој кнежини. По попису из 1921.г. село има 160 кућа са 819 становника.
Предање вели да је најстарија породица и „да су први побили колац у село“ Месаровићи, Блажићи, Гојковићи, Петровићи итд. (подаци крајем 1921. године).

## Демографија
У насељу Међулужје живи 1882 пунолетна становника, а просечна старост становништва износи 37,6 година (37,0 код мушкараца и 38,3 код жена). У насељу има 770 домаћинстава, а просечан број чланова по домаћинству је 3,16.
Ово насеље је у великим делом насељено Србима (према попису из 2002. године), а у последња три пописа, примећен је пораст у броју становника.
|  |

| Демографија | Демографија | Демографија |
| Година      | Становника  | Становника  |
| ----------- | ----------- | ----------- |
| 1948.       | 994         |             |
| 1953.       | 1.034       |             |
| 1961.       | 1.224       |             |
| 1971.       | 1.480       |             |
| 1981.       | 1.792       |             |
| 1991.       | 2.406       | 2.291       |
| 2002.       | 2.431       | 2.559       |

| Етнички састав према попису из 2002.‍ | Етнички састав према попису из 2002.‍ | Етнички састав према попису из 2002.‍ | Етнички састав према попису из 2002.‍ | Етнички састав према попису из 2002.‍ |
| ------------------------------------ | ------------------------------------ | ------------------------------------ | ------------------------------------ | ------------------------------------ |
|                                      |                                      |                                      |                                      |                                      |
| Срби                                 | Срби                                 |                                      | 2.405                                | 98,93%                               |
| Роми                                 | Роми                                 |                                      | 8                                    | 0,32%                                |
| Црногорци                            | Црногорци                            |                                      | 6                                    | 0,24%                                |
| Хрвати                               | Хрвати                               |                                      | 2                                    | 0,08%                                |
| Словенци                             | Словенци                             |                                      | 2                                    | 0,08%                                |
| Македонци                            | Македонци                            |                                      | 1                                    | 0,04%                                |
| Југословени                          | Југословени                          |                                      | 1                                    | 0,04%                                |
| непознато                            | непознато                            |                                      | 5                                    | 0,20%                                |

| Година пописа     | 1948. | 1953. | 1961. | 1971. | 1981. | 1991. | 2002. |
| ----------------- | ----- | ----- | ----- | ----- | ----- | ----- | ----- |
| Број домаћинстава | 198   | 220   | 286   | 377   | 447   | 601   | 770   |

| Број чланова      | 1   | 2   | 3   | 4   | 5  | 6  | 7  | 8 | 9 | 10 и више | Просек |
| ----------------- | --- | --- | --- | --- | -- | -- | -- | - | - | --------- | ------ |
| Број домаћинстава | 121 | 189 | 143 | 176 | 83 | 39 | 12 | 2 | 2 | 3         | 3,16   |

| Пол    | Укупно | Неожењен/Неудата | Ожењен/Удата | Удовац/Удовица | Разведен/Разведена | Непознато |
| ------ | ------ | ---------------- | ------------ | -------------- | ------------------ | --------- |
| Мушки  | 992    | 272              | 650          | 48             | 21                 | 1         |
| Женски | 990    | 185              | 661          | 118            | 23                 | 3         |
| УКУПНО | 1.982  | 457              | 1.311        | 166            | 44                 | 4         |

| Пол    | Укупно                    | Пољопривреда, лов и шумарство | Рибарство                            | Вађење руде и камена | Прерађивачка индустрија       |
| ------ | ------------------------- | ----------------------------- | ------------------------------------ | -------------------- | ----------------------------- |
| Мушки  | 471                       | 37                            | 0                                    | 0                    | 197                           |
| Женски | 254                       | 27                            | 0                                    | 0                    | 67                            |
| УКУПНО | 725                       | 64                            | 0                                    | 0                    | 264                           |
| Пол    | Производња и снабдевање   | Грађевинарство                | Трговина                             | Хотели и ресторани   | Саобраћај, складиштење и везе |
| Мушки  | 9                         | 83                            | 36                                   | 9                    | 31                            |
| Женски | 1                         | 1                             | 40                                   | 8                    | 6                             |
| УКУПНО | 10                        | 84                            | 76                                   | 17                   | 37                            |
| Пол    | Финансијско посредовање   | Некретнине                    | Државна управа и одбрана             | Образовање           | Здравствени и социјални рад   |
| Мушки  | 0                         | 9                             | 24                                   | 7                    | 17                            |
| Женски | 2                         | 3                             | 4                                    | 15                   | 73                            |
| УКУПНО | 2                         | 12                            | 28                                   | 22                   | 90                            |
| Пол    | Остале услужне активности | Приватна домаћинства          | Екстериторијалне организације и тела | Непознато            | Непознато                     |
| Мушки  | 10                        | 0                             | 0                                    | 2                    | 2                             |
| Женски | 5                         | 1                             | 0                                    | 1                    | 1                             |
| УКУПНО | 15                        | 1                             | 0                                    | 3                    | 3                             |